# Hesher è stato qui
Hesher è stato qui (Hesher) è un film del 2010 diretto da Spencer Susser ed interpretato da Joseph Gordon-Levitt, Devin Brochu, Natalie Portman e Rainn Wilson.

## Trama
In seguito alla perdita della madre in un incidente stradale, T.J. cade in uno stato di depressione. Lui e suo padre Paul, che si riempie di pillole, vanno a vivere con la nonna Madeleine, un'anziana molto distratta. Dopo una discussione con suo padre, T.J. va a scuola passando per un quartiere in costruzione, dove cade dalla bicicletta. Arrabbiato, lancia un sasso contro il vetro, rompendolo, di una casa in costruzione apparentemente disabitata. In quel momento esce dalla porta un ragazzo, Hesher, che attacca T.J., ma al suono della sirena di un'auto della polizia è costretto a scappare. Hesher segue T.J. fino a scuola, dove lancia un pennarello indelebile a T.J. in classe. A insaputa di T.J., Hesher ha vandalizzato l'auto di Dustin, uno studente della scuola.
Dopo scuola, Dustin insegue T.J. fino al parcheggio di un supermercato. Una giovane e gentile commessa, Nicole, mette fine allo scontro, e dà un passaggio a T.J.. A sorpresa, Hesher, non invitato, entra in casa di sua nonna e si mette a proprio agio (fa la lavatrice, fuma sul divano, e guarda programmi porno in tv dopo aver manomesso i cavi). Paul ha dei dubbi su Hesher, ma non reagisce a causa della depressione e abuso di pillole. Tuttavia, la nonna prende in simpatia Hesher, trattandolo come un nipote. Più tardi quella sera a cena, la nonna chiede a T.J. se vuole fare una passeggiata con lei, ma lui rifiuta, Hesher, irritato dal comportamento di T.J., afferma, con un discorso volgare, che passare del tempo con sua nonna è più importante della scuola.
Il giorno dopo a scuola, Dustin raggiunge T.J. nei bagni e lo obbliga a mangiare una saponetta per orinatoi. Arriva Hesher, e poco dopo va via, senza fare niente. Sentendosi tradito, T.J. si scontra con Hesher per non averlo difeso, allora Hesher lo fa salire sul suo van, e vanno a casa di Dustin, dove Hesher dà fuoco alla sua auto. Il mattino dopo, la polizia prende T.J., ma viene rilasciato per mancanza di prove.
Il giorno seguente, T.J. va al supermercato, in cui lavora Nicole, per osservarla, inconsapevole che Hesher lo ha seguito. Dopo che Nicole ha finito il suo turno, Hesher e T.J. la seguono con il van, fino a quando lei tampona un'altra auto. Hesher spaventa il tizio tamponato e offre a Nicole un passaggio, dato che la sua auto non parte. Hesher porta Nicole e T.J. alla "casa di suo zio" (in realtà una casa in vendita). Una volta li, Hesher getta ogni cosa che trova in piscina, dà fuoco al trampolino e si tuffa. Poco dopo Hesher va via, lasciando i due a piedi. Nicole e T.J. passeggiano fino a quando arrivano all'auto di lei, su cui trovano una multa per divieto di sosta. Nicole cade in depressione a causa della sua vita, lavoro e mancanza di soldi.
T.J. va alla discarica in cui si trova l'auto, in cui è morta sua madre, pronta a essere demolita. È qui che si scontra con il bullo Dustin (che lavora lì), e viene informato che non c'è modo di riavere il veicolo. Più tardi a cena, T.J. e suo padre discutono animatamente, alla fine entrambi gettano i loro piatti a terra. La nonna è rattristata del fatto che non c'è niente che lei possa fare, e va nella sua stanza. Hesher la segue e discute con lei e le insegna a fumare da un bong, dicendole che è il modo migliore per fumare la marijuana - invece degli spinelli che la donna, probabilmente malata di cancro, fuma a scopo terapeutico. Hesher poi le promette di fare una passeggiata insieme. La mattina dopo Hesher prepara la colazione anche per lei, va verso la sua stanza, ma trova la nonna morta.
I membri della famiglia sono ancora più depressi, Hesher dice di avere bisogno di tempo per se stesso, e va via. T.J. si reca all'appartamento di Nicole per darle dei soldi in modo da pagare la multa, ma trova Hesher e Nicole a letto insieme. Infuriato, T.J. colpisce con una barra il van, per poco non colpisce Hesher, offende Nicole e va via in bici. Arrivato a casa distrugge tutte le cose che appartengono a Hesher e prende un paio di cesoie. Cercando vendetta, T.J. si reca alla casa di Dustin, cerca di avere informazioni riguardo all'auto incidentata e lo minaccia di tagliargli via l'alluce. Ma il suo piano va in fumo, Dustin reagisce e scaraventa T.J. a terra, ignaro che Hesher è lì vicino. Quest'ultimo aggredisce il bullo e con le cesoie gli taglia la punta del naso, T.J., ancora arrabbiato con Hesher, corre via urlando che non vuole più rivederlo.
Di nuovo T.J. si reca alla discarica e trova l'auto di sua madre in cui, ripensando a lei e all'ultimo giorno in cui l'ha vista, si addormenta. Viene risvegliato mentre l'auto sta per essere demolita e viene scaraventato fuori dal veicolo. Infuriato, guarda il rottame mentre viene demolito. Qualche ora più tardi, si presenta Nicole alla porta e fa pace con T.J. Quest'ultimo e suo padre partecipano al funerale della nonna, a cui si presenta anche Hesher, intenzionato a mantenere la promessa di passeggiare con lei, e spinge la bara sul carrello lungo la strada, insieme a T.J. e suo padre.
Il giorno dopo, Paul si rade e apparentemente non è più depresso, comprendendo il messaggio che Hesher cercava di trasmettere. Poi mostra a T.J. il blocco dell'auto di sua madre, che Hesher si è procurato dalla discarica e portato davanti al loro garage. Hesher scompare, non prima di aver vandalizzato il tetto della loro casa scrivendo "Hesher was here" (Hesher è stato qui).

## Produzione
L'attore Joseph Gordon-Levitt ha affermato di essersi ispirato al defunto bassista dei Metallica, Cliff Burton, per il personaggio di Hesher. Un chiaro riferimento a Burton è il tatuaggio che Hesher ha sul braccio destro, il "Crimson Ghost", mascotte del gruppo musicale punk rock Misfits. Il logo del titolo del film riprende chiaramente il logo dei Metallica.

## Colonna sonora
Nel film, come colonna sonora, si possono sentire alcune canzoni dei Metallica: The Shortest Straw (...And Justice for All), Fight Fire With Fire (Ride the Lightning), (Anesthesia) Pulling Teeth e Motorbreath (Kill 'Em All), Battery (Master of Puppets); e dei Motörhead: Rock Out (Motörizer).

## Promozione
Il trailer italiano del film è stato diffuso il 18 gennaio 2012; tra le varie iniziative promozionali, sono stati creati dei character trailers (brevi clip monografiche sui personaggi) visibili dai fan della pagina Facebook, oltre ad essere organizzati concorsi legati a diversi concerti rock in tutta Italia.

## Distribuzione
Il film è stato proiettato al Sundance Film Festival il 22 gennaio 2010 e al Philadelphia International Film Festival il 15 ottobre dello stesso anno. È stato visto anche al South by Southwest (SXSW) durante marzo 2011. La distribuzione nelle sale cinematografiche statunitensi è avvenuta il 13 maggio 2011 e in quelle italiane il 3 febbraio 2012.